# Codex diplomaticus et epistolaris Moraviae

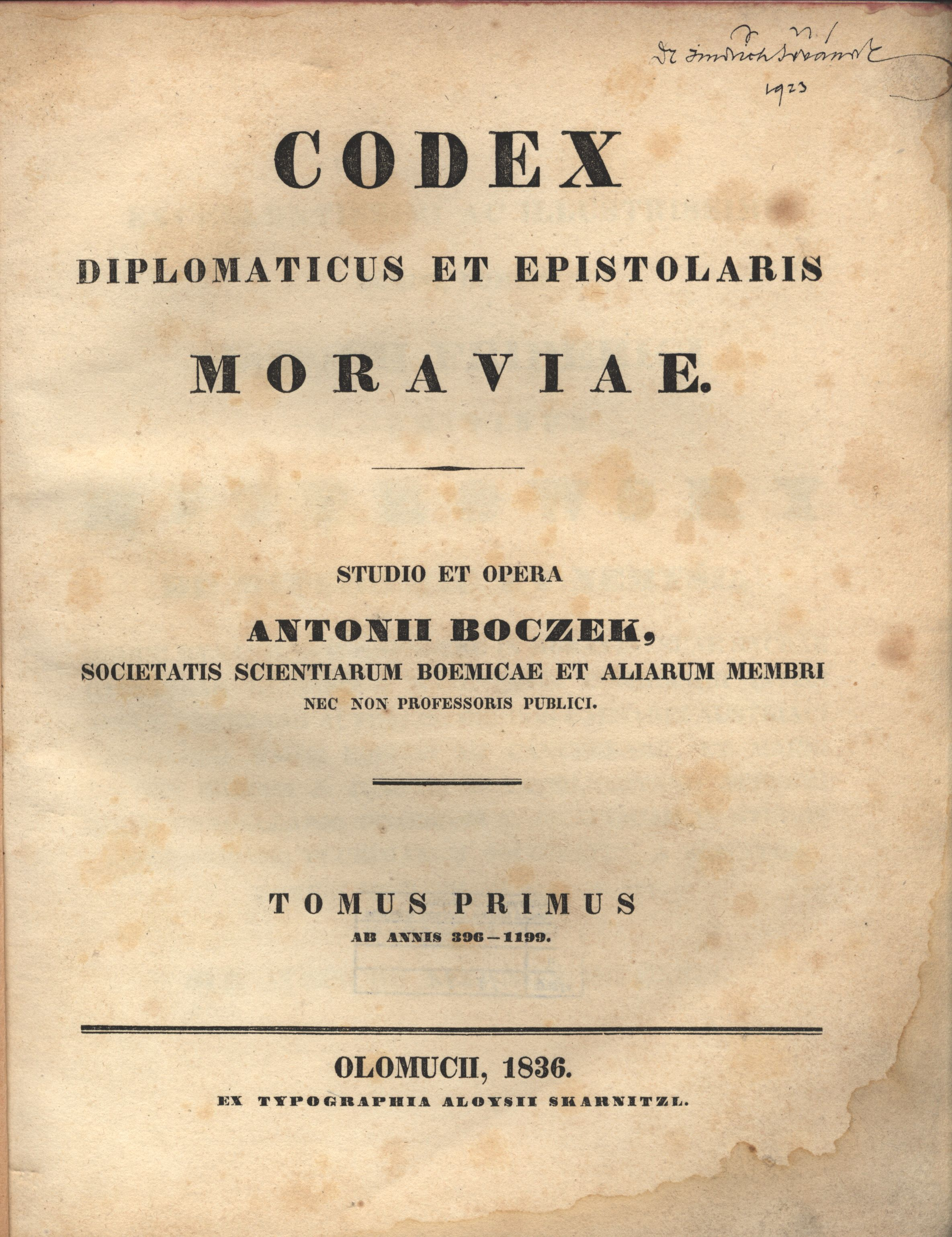
Titulní strana prvního dílu vydaného Antonínem Bočkem v roce 1836

Codex diplomaticus et epistolaris Moraviae (nazývaný také Moravský diplomatář, ve zkratce CDM) je ediční řada textů listin a listů z území Moravy. V patnácti svazcích zahrnuje období od nejstarší doby do smrti markraběte Jošta r. 1411.
Zakladatelem edice byl Antonín Boček, který jako profesor české řeči a literatury na Stavovské akademii v Olomouci a pak archivář pozdějšího Moravského zemského archivu v Brně vydal první 4 svazky s látkou do r. 1293. První 4 svazky vyšly v letech 1836–1845 v Olomouci, svazky V–XV v letech 1850–1903 v Brně. Vydavateli po Bočkově smrti r. 1847 byli moravští zemští archiváři Josef Chytil, Vincenc Brandl a Bertold Bretholz. V edici CDM jsou publikovány texty listin v plném znění bez jakéhokoliv kritického aparátu a ne vždy zcela přesně, což platí především o Bočkových svazcích, které jejich vydavatel nadto zatížil četnými falzy z vlastní dílny, jejichž konečnou identifikaci provedl až Jindřich Šebánek v roce 1936.
Modernější ediční techniku uplatnil až ve svých svazcích XIV. a dodatkovém XV. Bretholz. Ani on však nedoplnil všechny chybějící kusy v předcházejících svazcích v úplnosti. Po 2. světové válce proto Ladislav Hosák s pomocí svých olomouckých žáků připravil další dodatky k CDM, ty však zůstaly jen v rukopise.

## Svazky moravského diplomatáře

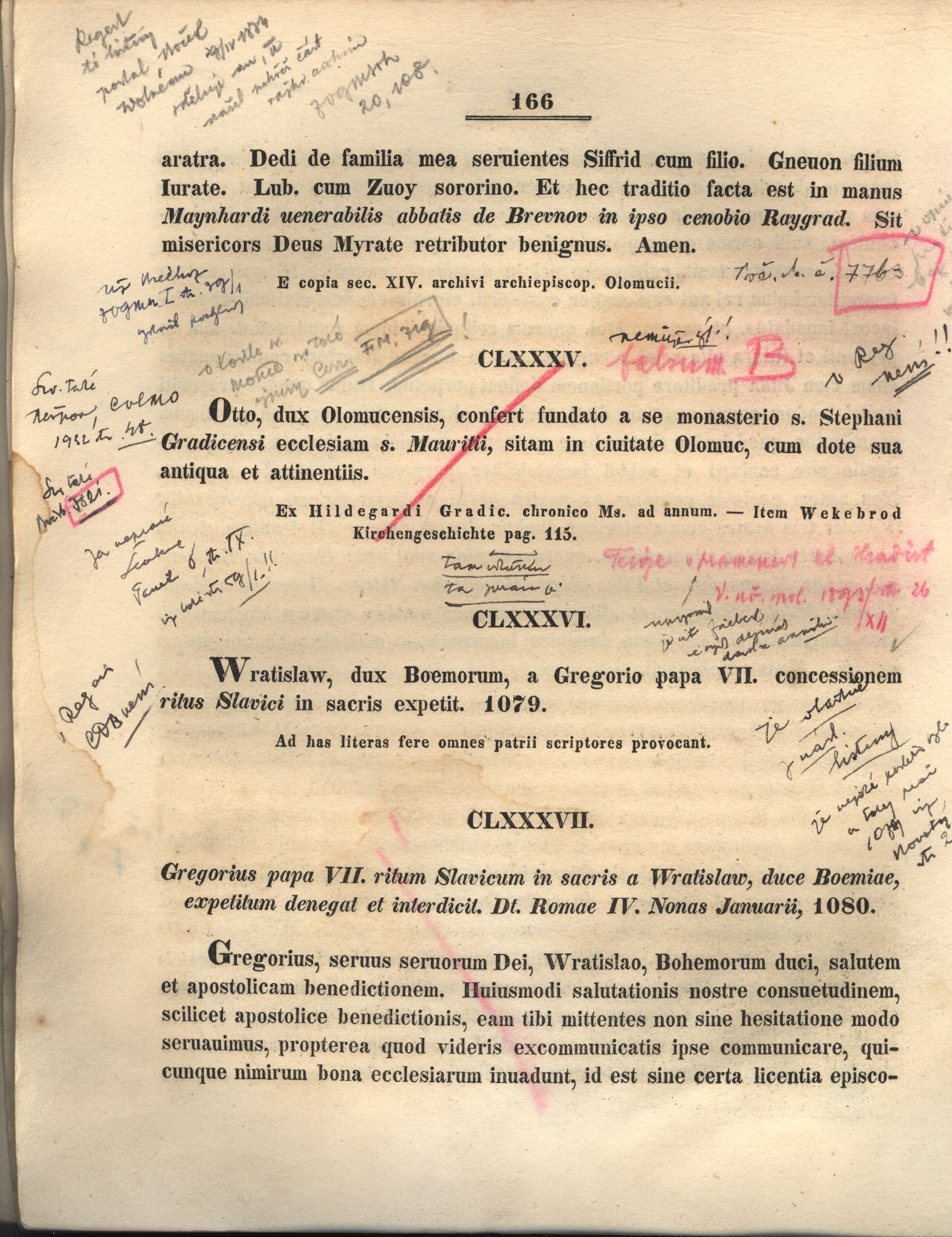
Ukázka edičních zápisů listin. U listiny č. 185 poznámky o Bočkově falsu učiněné Jindřichem Šebánkem

| CDM I     | 396 – 1199          | Antonín Boček                               | Olomouc 1836 |
| CDM II    | 1200 – 1240         | Antonín Boček                               | Olomouc 1839 |
| CDM III   | 1241 – 1267         | Antonín Boček                               | Olomouc 1841 |
| CDM IV    | 1268 – 1293         | Antonín Boček                               | Olomouc 1845 |
| CDM V     | 1294 – 1306         | připravil Antonín Boček, vydal Josef Chytil | Brno 1850    |
| CDM VI    | 1307 – 1333         | Josef Chytil                                | Brno 1854    |
| CDM VII/1 | 1334 – 1345         | Josef Chytil                                | Brno 1858    |
| CDM VII/2 | 1345 – 1349         | Josef Chytil                                | Brno 1860    |
| CDM VII/3 | dodatky 830 – 1347  | Josef Chytil                                | Brno 1864    |
| CDM VIII  | 1350 – 1355         | Vincenc Brandl                              | Brno 1874    |
| CDM IX    | 1356 – 1366         | Vincenc Brandl                              | Brno 1875    |
| CDM X     | 1367 – 1375         | Vincenc Brandl                              | Brno 1878    |
| CDM XI    | 1375 – 1390         | Vincenc Brandl                              | Brno 1885    |
| CDM XII   | 1391 – 1399         | Vincenc Brandl                              | Brno 1890    |
| CDM XIII  | 1400 – 1407         | Vincenc Brandl                              | Brno 1897    |
| CDM XIV   | 1408 – 1411         | Bertold Bretholz                            | Brno 1903    |
| CDM XV    | dodatky 1207 – 1408 | Bertold Bretholz                            | Brno 1903    |